# Ławki (wieś w powiecie giżyckim)
Ławki (niem. Lawken od 1938 Lauken) – wieś mazurska w Polsce położona w województwie warmińsko-mazurskim, w powiecie giżyckim, w gminie Ryn.
W latach 1975–1998 miejscowość należała administracyjnie do województwa suwalskiego.
Nieoficjalną częścią wsi są Ławki Małe. W pobliżu znajduje się osada Ławki.
Leży na wschodnim brzegu jeziora Ławki.